# Marjory Saunders
Marjory Saunders (Sussex, Inglaterra, 10 de março de 1913 - 26 de novembro de 2010) foi uma arqueira canadense que competiu nos Jogos Olímpicos de 1972 em Munique.